# De Gerlache Seamounts
De Gerlache Seamounts är djuphavsberg i Antarktis. De ligger i Västantarktis. Inget land gör anspråk på området.